# Oncostemum fuscopilosum
Oncostemum fuscopilosum är en viveväxtart som beskrevs av Carl Christian Mez. Oncostemum fuscopilosum ingår i släktet Oncostemum och familjen viveväxter. Inga underarter finns listade i Catalogue of Life.